# Шпремберг-Торгауская операция
Шпремберг-Торгауская операция — одна из последних операций советских войск, часть Берлинской наступательной операции, проводившаяся 19-25 апреля 1945 года. В её ходе части 1-го Украинского фронта встретились на Эльбе с войсками американских союзников.

## Стратегическая ситуация
3 апреля 1945 года директивой Ставки ВГК № 11060 войскам 1-го Украинского фронта была поставлена задача:
1.Подготовить и провести наступательную операцию с целью разгромить группировку противника в районе Котбус и южнее Берлина. Не позднее 10-12 дня операции овладеть рубежом Беелитц, Виттенберг и далее по р. Эльба до Дрездена. В дальнейшем, после овладения Берлином, иметь в виду наступать на Лейпциг.
2.Главный удар силами пяти общевойсковых армий и двух танковых армий нанести из района Трибель в общем направлении на Шпремберг, Бельциг.
Однако командующий фронтом И. С. Конев хотел получить лавры полководца, вошедшего в Берлин, и при первой возможности добился у Ставки разрешения повернуть наступавшие танковые армии к Берлину. В результате начавшееся 16 апреля наступление войск фронта с 19 апреля разделилось на две независимые операции: основные подвижные части стали наступать на Берлин с юга, а общевойсковые армии продолжили выполнение прежних задач.

## Ход операции
Наступавшим на запад советским 13-й и 5-й гвардейской армиям противостояли в районе Шпремберга глубоко обойдённые с флангов три немецкие дивизии. Однако ещё во время наступления танковых армий на Шпрее севернее и южнее Шпремберга были захвачены плацдармы, при этом в промежутке между Шпрембергом и Котбусом немецких войск не было. Следовавшая по пятам за танковыми армиями 13-я армия 19 апреля воспользовалась обстановкой для стремительного броска вперёд. Её 172-я стрелковая дивизия 102-го стрелкового корпуса за день прошла 22 км, а 6-я гвардейская стрелковая дивизия 27-го стрелкового корпуса — 20 км. Армия оказалась между котбусской и шпрембергской группировками немцев, поэтому командарму Н. П. Пухову пришлось использовать остальные четыре дивизии армии для прикрытия флангов. 350-я стрелковая дивизия 27-го стрелкового корпуса после форсирования Шпрее повернула на юго-запад и юг, нацеливаясь на коммуникации шпрембергской группировки противника, 280-я стрелковая дивизия того же корпуса повернулась фронтом на юг, обеспечивая левый фланг армии, 117-я гвардейская стрелковая дивизия 102-го стрелкового корпуса развернулась фронтом на север, также для прикрытия со стороны Котбуса из второго эшелона была выдвинута 147-я стрелковая дивизия. 24-й стрелковый корпус 13-й армии остался на восточном берегу Шпрее и вёл против шпрембергской группировки сковывающие бои.
6-й гвардейский механизированный корпус, оторвавшийся от 4-й гвардейской танковой армии, вместе с 5-й гвардейской армией обошёл Шпремберг с юга и к вечеру 19 апреля перехватил большинство дорог, по которым могла отойти шпрембергская группировка; к 22:00 отрыв 6-го гв. мехк от пехоты 5-й гвардейской армии составлял всего 3—6 км. Отошедшие к Шпрембергу немецкие дивизии на восточном берегу Шпрее угрожали тылам устремившихся на запад советских войск, поэтому одной из первоочередных задач войск фронта стала скорейшая ликвидация немецкого плацдарма. Чтобы предотвратить опасность превращения Шпремберга в «крепость», удерживающую узел коммуникаций в тылу наступающих войск, было решено взять город штурмом.
Район Шпремберга был с трёх сторон окружён советской артиллерийской группировкой (3-я и 17-я артиллерийские дивизии 7-го артиллерийского корпуса прорыва, 4-я артиллерийская дивизия 10-го артиллерийского корпуса прорыва), при этом был оставлен коридор для отхода противника на запад. 20 апреля в 10.30 утра с мощной артиллерийской подготовки начался штурм Шпремберга. в 11:00 в наступление перешли части 33-го гвардейского корпуса. К вечеру город был взят, что позволило основным силам 5-й гвардейской армии сосредоточиться на продвижении на запад.
Тем временем 13-я армия 20 апреля в быстром темпе наступала по коридору, проложенному танковыми армиями, и продвинулась на 30 км, не встречая сильного сопротивления противника; к концу дня она вышла к железной дороге Берлин-Дрезден на рубеже от Вальтерсдорфа до Бренитца.
Выбитые из Шпремберга три немецкие дивизии отказались от активных действий и решили прорываться из окружения по лесам на северо-запад на соединение с 12-й армией Венка. Операция началась утром 21 апреля, и к полудню окруженцы вышли к городку Кауше, уже занятому советскими войсками. Взять его немцы смогли лишь к вечеру 21 апреля. Утром 22 апреля они продолжили путь на запад, теперь пролегавший через луг между двумя деревнями, уже занятыми советскими войсками. После прорыва через дефиле остатки трёх дивизий перестали существовать как единое целое, рассыпавшись на небольшие группы. Узнав о повороте крупных сил советских войск на Берлин и наступлении на Дрезден, окруженцы, не горя желанием сталкиваться с сильным противником, решили пробиваться на юго-запад и выбыли из игры как действующая сила сражения.
В тот же день 21 апреля части 33-го гвардейского стрелкового корпуса 5-й гвардейской армии соединились с частями 24-го стрелкового корпуса 13-й армии в районе Ной-Вельцов, замкнув кольцо окружения вокруг остатков трёх немецких дивизий. Не успевшие прорваться на запад немецкие части были рассеяны, и шпрембергская группировка противника прекратила своё существование.
25 апреля в 13:30 в полосе 5-й гвардейской армии, в районе Стрела, на реке Эльба, части 58-й гвардейской стрелковой дивизии встретились с разведгруппой 69-й пехотной дивизии 5-го армейского корпуса 1-й американской армии. В тот же день в районе Торгау на реке Эльба головной батальон 173-го гвардейского стрелкового полка той же 58-й гвардейской стрелковой дивизии встретился с другой разведывательной группой 69-й пехотной дивизии 5-го корпуса 1-й американской армии.